# Jacqueline du Pré
Jacqueline du Pré (født 26. januar 1945 i Oxford, Oxfordshire, død 19. oktober 1987 i London) var en engelsk cellist. 
Jacqueline du Pré begyndte at spille cello da hun var 5 år gammel. Senere begyndte hun på Guildhall School of music, og allerede som 16-årig debuterede hun i London. Fire år senere var hun en international superstjerne og giftede sig i 1967 med dirigenten og pianisten Daniel Barenboim. I forbindelse med sit ægteskab konverterede hun til jødedom. Allerede som 28-årig måtte hun desværre opgive sin karriere, da hun blev ramt af multipel sclerose, som hun var stærkt invalideret af de sidste femten år af sit liv. Alligevel arbejdede hun som musikpædagog.

## Eksterne links
- Jacqueline du Pré på gravsted.dk
- Jacqueline du Pré – officiel website

- Wikimedia Commons har flere filer relateret til Jacqueline du Pré